# 锡多内斯
锡多内斯（西班牙語：Cidones）是西班牙卡斯蒂利亚-莱昂索里亚省的一个市镇。总面积71平方公里，总人口310人（2001年），人口密度4人/平方公里。